# Jean-Baptiste Digaultray
 (mars 2022).
Jean-Baptiste Emmanuel Digaultray du Cartier est un homme politique français né le 24 novembre 1763 à Quintin (Côtes-d'Armor) et décédé le 2 décembre 1834 au même lieu.

## Biographie
Jean-Baptiste Emmanuel Digaultray du Cartier est le fils d'Emmanuel Digaultray du Cartier et d'Anne Baron du Taya.
Avocat à Quintin avant la Révolution, il est administrateur du district puis député des Côtes-du-Nord de 1791 à 1792, siégeant dans la majorité. Maire de Quintin en 1796, il est de nouveau élu député au Conseil des Cinq-Cents le 26 germinal an VI. 
Il est également un haut dignitaire de la franc-maçonnerie en Bretagne.
Il meurt en léguant aux orphelins de sa région son château transformé en hôpital.

## Sources
- « Jean-Baptiste Digaultray », dans Adolphe Robert et Gaston Cougny, Dictionnaire des parlementaires français, Edgar Bourloton, 1889-1891 [détail de l’édition]